# 21485 Ash
21485 Ash è un asteroide della fascia principale. Scoperto nel 1998, presenta un'orbita caratterizzata da un semiasse maggiore pari a 2,3516147 UA e da un'eccentricità di 0,1246769, inclinata di 6,80992° rispetto all'eclittica.